# Ер (приток Баркэу)
Ер или Е́риу — правый приток реки Баркэу. На реке построена Андридская дамба. Венгерское название в дословном переводе означает «ручей». От него произошло и румынское название реки.
Исток реки расположен в румынском жудеце Сату-Маре. Река течёт через Бихор и впадает в Баркэу около населённого пункта Почай в венгерском медье Хайду-Бихар.